# Minúquio de Sena
Minucchio Jacobi ou Minucchio da Siena (Sena, século XIV) foi um dos muitos artistas senenses que fizeram de Avinhão um pólo de criação artística durante o século XIV.
É celebre a Rosa de Ouro que confecionou para o Papa João XXII e que foi ofertada a Rodolfo III, conde de Neuchâtel, em 1330.
Proveniente do tesouro da catedral de Basileia, encontra-se atualmente no Museu Nacional da Idade Média, no hôtel de Cluny, em Paris.
Seu pedestal apresenta um nó filigranado e escudos na base.